# Chef de gare
Pour les articles homonymes, voir Chef de gare (homonymie).

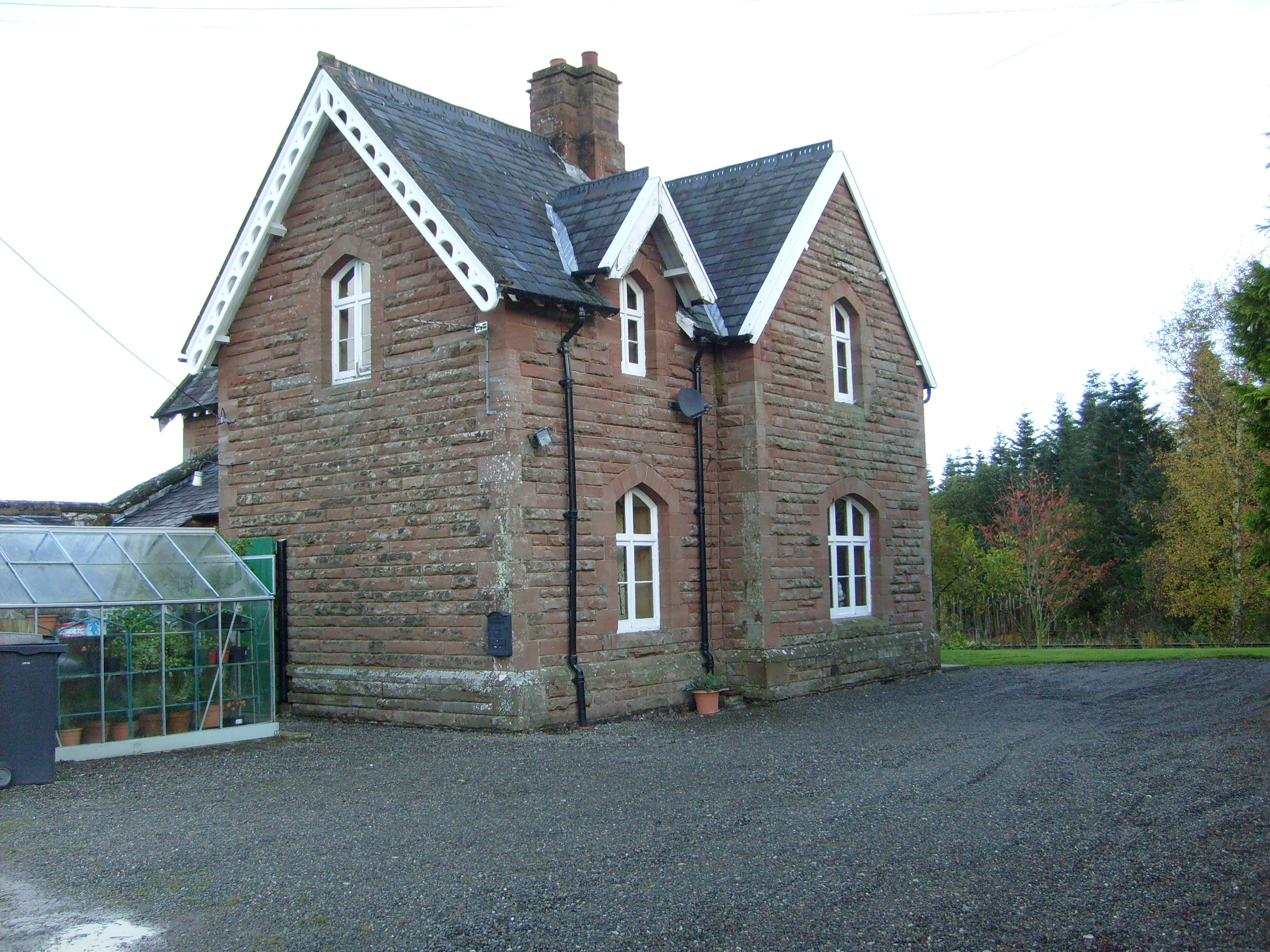
La maison d'un chef de gare en Angleterre.

Le chef de gare est la personne responsable de la gare. Métier presque aussi ancien que le chemin de fer lui-même, il a cependant disparu dans de nombreux pays. 

## Métier de chef de gare actuellement
En Belgique, le sous-chef de gare est responsable des mouvements des trains et de la gestion des voyageurs.
En France, le chef de gare dépend du service « Gare et Connexions ». Cette personne est chargée de la gestion des mouvements des trains, de la gestion des voyageurs et des marchandises et de la gestion administrative. Ces rôles peuvent être délégués à des collaborateurs. L'accès au poste de chef de gare est possible par promotion interne à des personnes ayant une formation de niveau BAC+2. Un chef de gare peut être responsable de plusieurs gares et peut être assisté par un ou plusieurs agents de manœuvres, d'un ou plusieurs agents de circulation ou d'un ou plusieurs vendeurs.
Au Japon, certaines compagnies nomment un chien ou un chat comme chef de gare honorifique, dans des stations dépourvues d'humains, afin d'y attirer les touristes.

## Dans la culture

### Cinéma
- Le Voyage à Biarritz, film de Gilles Grangier d'après la pièce de Jean Sarment, sorti en 1963
- Le Chef de gare, film italien de Sergio Rubini sorti en 1990
- The Station Agent, film de Tom McCarthy sorti en 2003